# Amúzie
Amúzie je nejobecnější pojmenování pro poruchu hudebních schopností. V české vědě se tento pojem donedávna objevoval pouze v oblasti speciální pedagogiky, a to pod názvem dysmúzie. Tato porucha byla řazena mezi specifické poruchy učení (SPU), podobně jako např. dyslexie, dyspraxie aj. V současné době se podle nejnovějších psychologických výzkumů objevuje v zahraniční odborné literatuře právě termín amúzie. Termín dysmúzie je zde chápán v užším významu jako porucha vnímání tónové výšky (nemusí však vadit při hře na nástroj, spíše při určování výšky), přičemž se lze setkat s různými stupni postižení.

## Diferenciace amúzie podle Františka Sedláka
Psycholog František Sedlák rozlišuje dva druhy amúzie: senzorickou a motorickou.
Senzorická (impresivní) amúzie spočívá v omezení vnímavosti pro výšku tónů, pohyb melodie a tónové vztahy.
Pod tento typ amúzie spadají další poruchy jako např. parakusie, neboli falešné slyšení,hluchota pro melodii, hluchota pro tonalitu či hudební alexie (neschopnost číst notový záznam). Řadíme sem i poruchy vnímavosti rytmu a metra.
Motorická (expresivní) amúzie se liší od senzorické amúzie tím, že se projevuje v pohybové aktivitě spojené s reprodukcí hudby, nikoli pouze v percepci. Spočívá např. v neschopnosti přezpívat či přehrát slyšenou melodii. Může se projevovat i problémy se synchronizací pohybů těla s rytmem a tempem hudby.
Do tohoto typu amúzie zahrnujeme ještě hudební dyspraxii, jež se projevuje nemožností zkoordinovat pohyby končetin při hře na nástroj či hudební agrafii tedy neschopnost zapisovat noty.
V obou případech amúzie se nemusí jednat o definitivní stav, protože postižený jedinec může mít porušenu pouze jednu z hudebních schopností. Také dochází k případům, kdy je hudebně zanedbané dítě označeno jako amúzické, a tedy se nepovažuje za nutné jeho hudební schopnosti dále rozvíjet.